# Geschichte des Pfalzklinikums für Psychiatrie und Neurologie

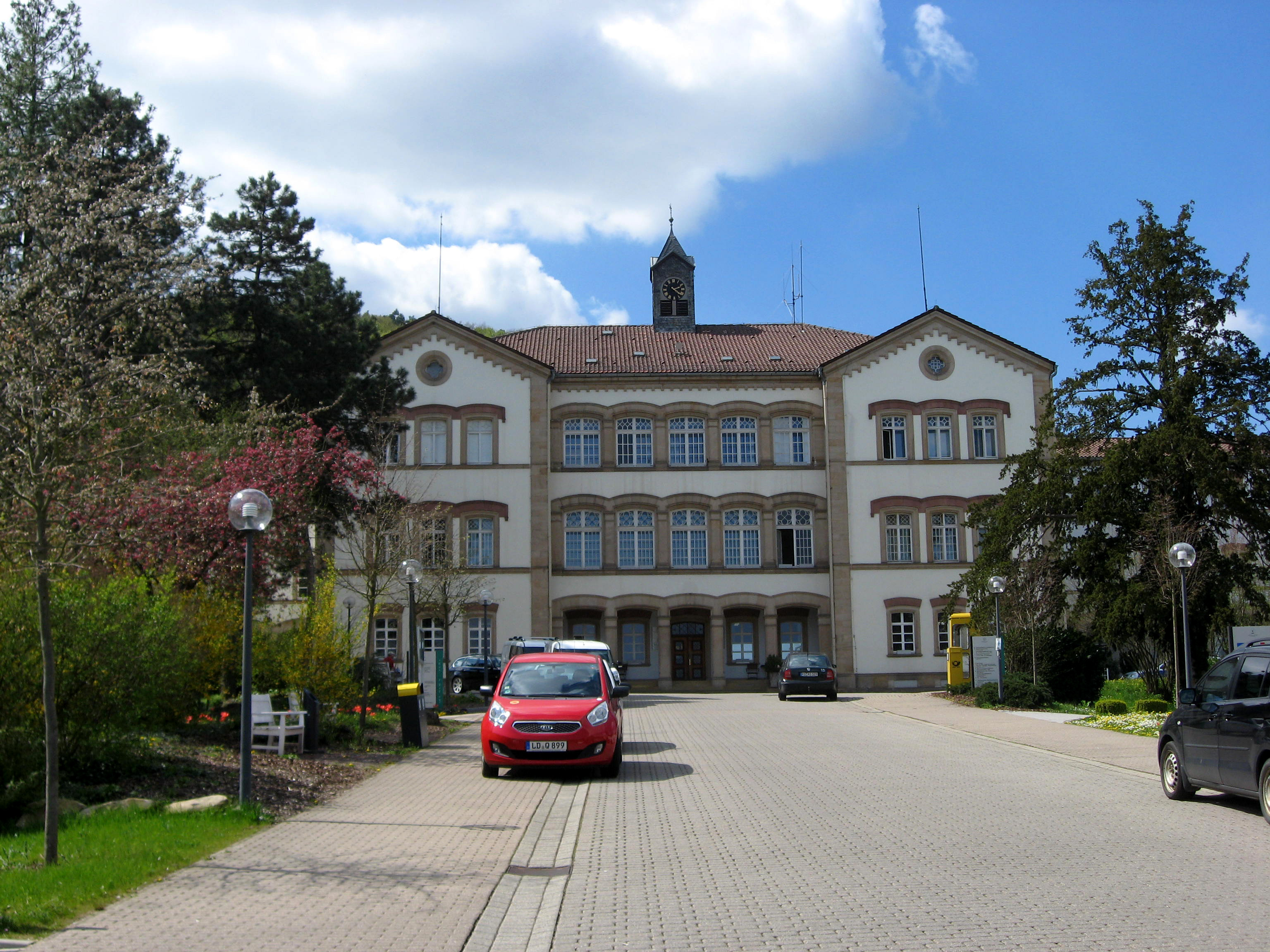
Pfalzklinikum für Psychiatrie und Neurologie

Die Geschichte des Pfalzklinikums für Psychiatrie und Neurologie geht bis ins 19. Jahrhundert zurück.

## Die Kreis-Irrenanstalt Klingenmünster im 19. Jahrhundert

### Planung und Bau der Kreis-Irrenanstalt
Bereits 1809 wurde ein Bettel- und Armenhaus in Frankenthal eröffnet. Obwohl zwischenzeitlich ausgebaut, war dieses 1831 mit über 100 Patienten überbelegt. Nachdem die Entscheidung gegen einen Neubau in Frankenthal gefallen war und eine erneute Erweiterung ebenfalls ausgeschlossen war, liefen Planungen für eine neue Anstalt innerhalb der Pfalz. Da Geldmittel fehlten, folgten lange Verhandlungen mit dem Ministerium des Innern, die eine Ablehnung des Neubaus zum Ergebnis hatten. Alternativ wurden eine Zusammenlegung der Pfalz mit anderen bayerischen Bezirken (Unterfranken und Aschaffenburg) und der Bau einer gemeinsamen Einrichtung in Würzburg vorgeschlagen. Dem Verein Pfälzer Ärzte gelang es jedoch, 1839 mit Hinweis auf die Missstände in der Frankenthaler Einrichtung eine Fortführung der Verhandlungen zu erreichen. 1852 wurde schließlich ein Bauplatz in der Pfalz gefunden und gekauft. Zur Entscheidung für den Standort Klingenmünster waren neben dem günstigen Kaufpreis des Baugrundes und der dort herrschenden Arbeitslosigkeit zusätzlich die in dieser Zeit vorherrschenden Theorien innerhalb der Psychiatrie entscheidend. Demnach sollte ein Kranker für den Zeitraum der Behandlung möglichst aus seiner ursprünglichen Umgebung entfernt werden.
Obwohl der Baubeschluss bereits 1851 vorlag, verzögerte sich die Errichtung der Anstalt durch Probleme mit der Bodenbeschaffenheit. Dadurch stiegen ebenso die Baukosten erheblich an, sodass auf ein Ökonomiegebäude, eine Kirche, eine Zentralheizung und eine Gasbeleuchtung verzichtet werden musste. Die Beleuchtung erfolgte später durch Petroleumleuchten, die Beheizung durch Gasöfen.
Mit dem Bau der Anstalt wurde 1852 begonnen, eröffnet wurde sie am 31. Dezember 1857. Erster Direktor der Anstalt wurde Hermann Dick. Zu ihrer Eröffnung wurden etwa 40 Patienten aus Frankenthal aufgenommen. Dick selbst war an der Konstruktion der Anstalt mitbeteiligt und entwarf diese im Korridorsystem. Die Anstalt wurde als geschlossene Einrichtung geplant und war für die Aufnahme von 300 Patienten vorgesehen.

### Entwicklungen bis 1900

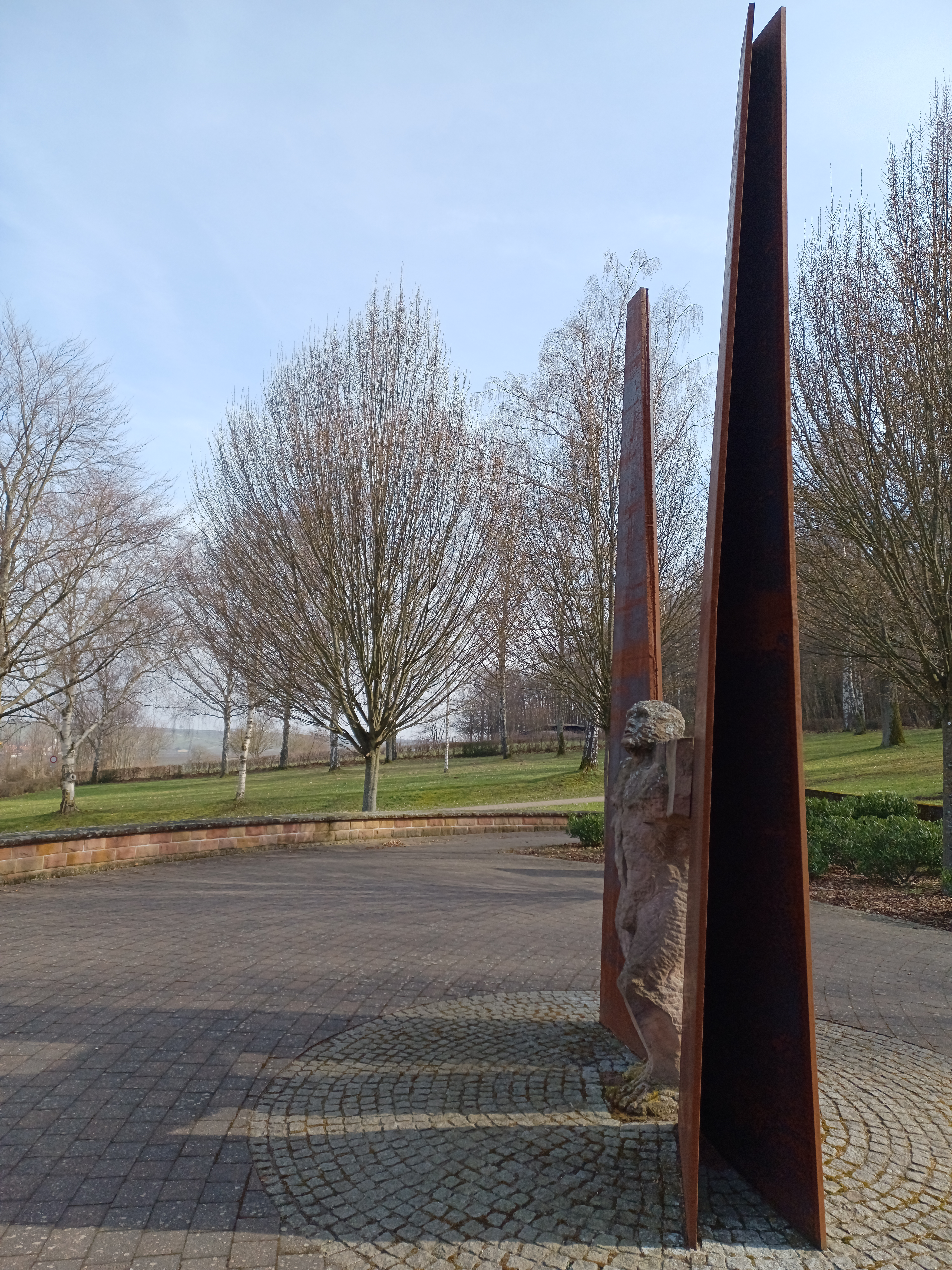
Friedhof

In den folgenden Jahren hatte die Anstalt regelmäßig mit Überbelegung zu kämpfen. In den ersten Jahren nach der Eröffnung nutzten viele Familien die Möglichkeit, ihre psychisch kranken Angehörigen in Klingenmünster versorgen zu lassen. Vergleichsweise niedrige Pflegekostenbeiträge hatten jedoch zur Folge, dass Patienten länger als notwendig in der Anstalt verblieben. 1861 kamen zusätzliche 120 Patienten aus Frankenthal in die Anstalt, sodass die Kapazität bereits 1864 überschritten wurde. Dieses Problem vorausahnend, begann man bereits nach der Fertigstellung des Klinikfriedhofs 1859 mit Umbauten zur Raumgewinnung, welche 1862 fertiggestellt wurden. Im Zuge des mit der beginnenden Industrialisierung einhergehenden Bevölkerungswachstums stieg die Zahl der Patienten trotz baulicher Erweiterung 1866 auf 350, 1870 auf 400. Um die Gefahr von Bränden zu reduzieren, wurde daher bereits 1866 eine Klinikfeuerwehr gegründet, die bis in die Gegenwart besteht.
1870 wurde die Anstalt im Zuge des Deutsch-Französischen Krieges zwischenzeitlich als Lazarett genutzt. Anfang der 1870er Jahre kam es außerdem zu Typhus- und Pockenausbrüchen, welche Todesopfer forderten. Nachdem 1874 bereits ein neues Gebäude für 80 Patienten gebaut wurde, begann man daher 1879 mit dem Bau zweier Epidemiehäuser zur Isolierung von infizierten Patienten. Außerdem wurde das Abortsystem der Anstalt durch die Einführung von abholbaren Tonnen modernisiert, welche täglich auf den Anstaltsäckern entleert wurden. Zu dieser Zeit wurden ebenfalls eine Kegelbahn, ein Gewächshaus, Stallungen und Magazine gebaut. Die Anstalt hatte schließlich eine Kapazität von 500 Patienten, welche bereits zu diesem Zeitpunkt nicht mehr ausreichte.
1880 verstarb der bisherige Anstaltsleiter Hermann Dick. Ihm folgte Rudolf Loechner, welcher wiederum nach drei Jahren von Ferdinand Karrer abgelöst wurde. 1887 erreichte die Belegungszahl ihr bisheriges Maximum. Daher wurden 591 Patienten 150 nach Frankenthal ausgelagert, nachdem im Zuge dortiger Umbaumaßnahmen Platz geschaffen wurde. Ein Jahr später starben infolge einer Tuberkuloseinfektion mehrere Patienten und zwei Mitarbeiter. 1888 bauten die Patienten ein Freibad. Die Klinik war in diesem Jahr mit 470 Menschen belegt.
1890 wurde die erste freie, nicht geschlossene Station eröffnet. Es wurde außerdem mit der nahen Kaiserbacher Mühle ein Gutshof erworben, in dem um die 20 chronisch kranke Patienten Beschäftigung in der Land- und Forstwirtschaft fanden. Dadurch konnte ein Jahr später die landwirtschaftliche Fläche auf dem Gelände der Anstalt aufgegeben werden.
1893 war die Anstalt mit 591 Patienten belegt. Da weiter Patienten aufgenommen wurden, stieg die Belegung 1895 auf 600 Patienten und erreichte 1897 schließlich ein Maximum von 617 Kranken. Damit war die Anstalt mit über 100 Menschen zu viel belegt. Daher wurden 1897 30 Patienten nach Frankenthal überwiesen. 1898 wurden weitere Stationen errichtet, sodass kurzfristig Vollbelegung erreicht werden konnte.

### Leben und Alltag in der Kreis-Irrenanstalt
Laut ihrer Satzung sah die Anstalt zunächst die Aufnahme von heilbaren und unheilbaren Patienten vor, wobei Heilbare bevorzugt aufgenommen wurden.
Regelmäßige Mahlzeiten und Mithilfe bei Hausarbeiten kennzeichneten den Alltag der Patienten. Es wurde ebenfalls Wert auf Körperpflege gelegt: So erhielten die Patienten die Möglichkeit zur persönlichen Hygiene und mussten an einem wöchentlichen Reinigungsbad teilnehmen. Individuelle und an der Leistungsfähigkeit des jeweiligen Patienten ausgerichtete Erholungsstunden wechselten sich mit diversen therapeutischen Aktivitäten ab. Zu diesen gehörte in erster Linie die Beschäftigungstherapie: Für männliche Patienten waren handwerkliche Tätigkeiten sowie Feld- und Gartenarbeiten vorgesehen, Frauen wurden meist mit Hand- und Haushaltsarbeit betraut. Medikamente standen lediglich in geringen Mengen zur Verfügung, als Beruhigungsmittel wurden Alkohol und Opiumtinkturen eingesetzt. Alle Behandlungen fanden unter den Prinzipien des Non-restraint – keine körperliche Zwangsbehandlung – und des Traitement moral statt. Um 1900 rückte dagegen die Bettruhe ins Zentrum der Behandlung psychisch Kranker.

### Situation des Pflegepersonals
Zum Personal der Kreis-Irrenanstalt gehörten zum Zeitpunkt ihrer Eröffnung 29 Krankenwarte, 15 Arbeiter im hauswirtschaftlichen Bereich, zwei Gesangslehrer und ein Organistendienst. Einkäufe wurden durch einen Boten zu Fuß im rund zehn Kilometer entfernten Landau erledigt. 1861 wurde ein Schreiner eingestellt.
Das Wachpersonal war verpflichtet, innerhalb der Anstalt zu wohnen. Ebenso waren bestimmte Verhaltensweisen gegenüber den Kranken vorgeschrieben: So war eine milde Gesinnung gegenüber den Patienten und Gehorsam gegenüber den Ärzten Pflicht. Misshandlungen und Disziplinarstrafen gegenüber den Patienten waren strengstens untersagt, Zwangsmaßnahmen wurden nur in begründeten Einzelfällen angewendet und bedurften einer genauen Protokollierung.

## Entwicklung zur Heil- und Pflegeanstalt: Die Jahre 1900–1933

### Überfüllung und Umgestaltung
Anfang des 20. Jahrhunderts nahm die Überfüllung der Kreis-Irrenanstalt kritische Ausmaße an: Durch einen starken Bevölkerungsanstieg in der Region war die Anstalt bereits 1903 mit 765 Patienten belegt. Obwohl rund 100 Patienten in eine neue Einrichtung in Homburg verlegt werden konnten, stieg die Belegung 1909 auf 875 Patienten. 1909 erreichte die Belegung einen Stand von 1200 Patienten. Ursächlich war neben dem Bevölkerungswachstum, dass über lange Zeit mehr Menschen aufgenommen als entlassen wurden. In den kommenden Jahren wurden zahlreiche Renovierungsarbeiten vorgenommen. So wurden Bäder, Heizung, elektrisches Licht und Terrassen installiert. 1910 wurde die Anstalt in „Heil- und Pflegeanstalt Klingenmünster“ umbenannt.
Gemäß dem Versailler Vertrag wurde Homburg von der Pfalz abgetrennt und dem Saargebiet zugeordnet, was zur Folge hatte, dass 1921 die Anstalt in Homburg geräumt wurde und die 150 Patienten zurück nach Klingenmünster verlegt wurden. Klingenmünster war nun mit 700 Patienten belegt. Da die Einrichtung in Frankenthal ebenfalls voll belegt war, musste Klingenmünster in den folgenden Jahren sämtliche Neuzugänge aus der Region aufnehmen. So stieg die Belegung 1923 auf 717, 1925 auf 777 und 1926 schließlich auf 850 Patienten. Um einer erneuten Überfüllung der Anstalt vorzubeugen, wurden 1923 bereits 100 Patienten in Anstalten außerhalb der Pfalz verlegt.

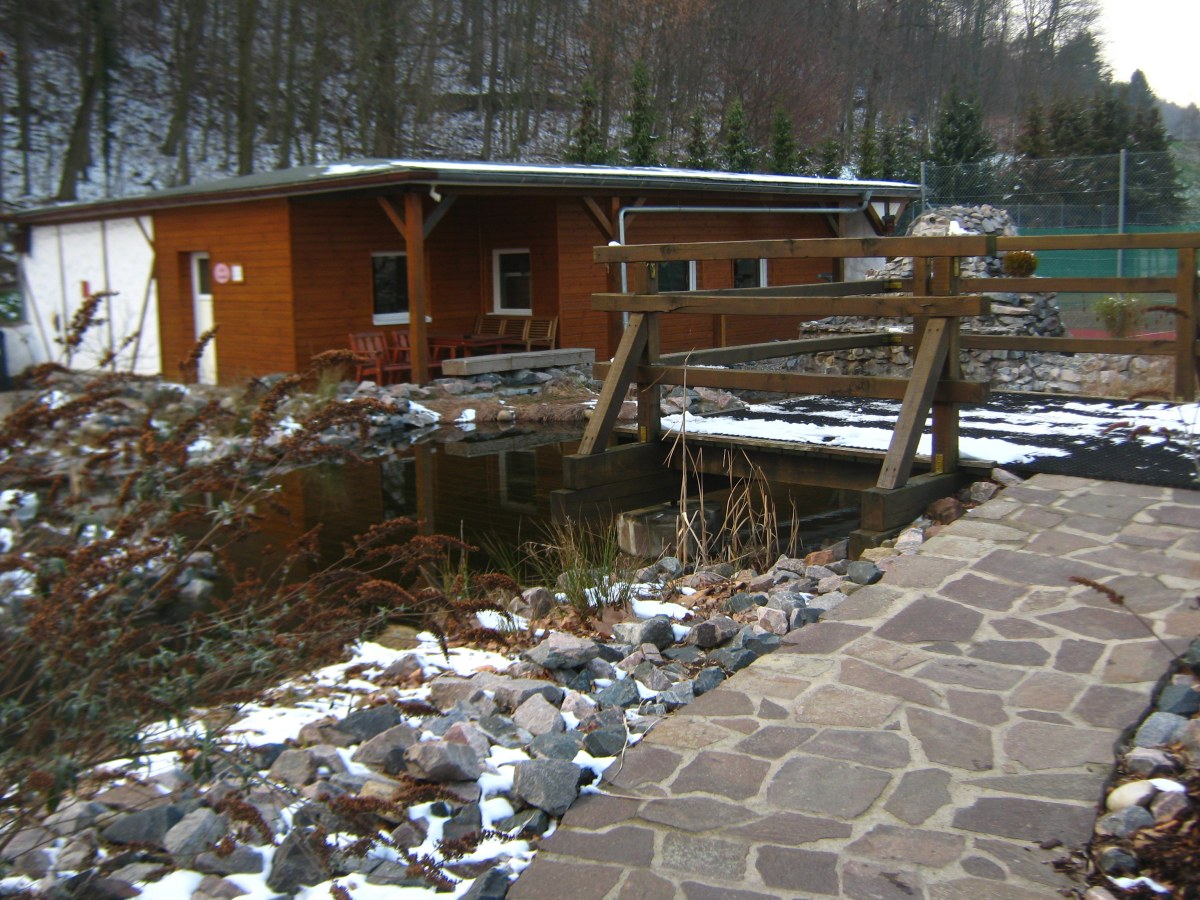
Fischteich innerhalb des Pfalzklinikums

1922 übernahm Josef Klüber die Anstaltsleitung. Er realisierte, dass die Anstalt mittlerweile den Patienten das Zuhause ersetzen musste, und initiierte umgehend eine Modernisierung: Alte Zellen wurden durch helle Einzelzimmer mit Fenstern ersetzt. Es wurden eine Kläranlage und eine Kanalisation installiert. Weitere Erweiterungen bestanden aus dem Bau von Aufenthalts- und Wachsälen, Dauerbädern, fünf Wohnhäusern für das Personal, einem Gewächshaus und einem Fischteich. Außerdem wurden die Epidemiehäuser und die Werkstätten erweitert.
Aufgrund dieser Erweiterungen verfügte die Anstalt 1929 über eine optimierte Infrastruktur. Anders als früher wurden die Erzeugnisse nun hauptsächlich zur Deckung des Bedarfs innerhalb der Anstalt verwendet. 1929 versorgte die Pfalzklinik über 1000 Patienten.
| Wagnerei |
| Schreinerei |
| Maurer |
| Spenglerei |
| Schlosserei |
| Freibad |
| Gärtnerei zur Betreuung des Friedhofs und zur Verwaltung des Anbaus von Lebensmitteln (Landbesitz drei Hektar)                  |
| Näherei |
| Bäckerei |
| Schlachterei |
| Tüncherei |
| Korbmacherei |
| Schneiderei |
| Sattlerei |
| Buchbinderei |
| Schuhmacher |
| Kirche |
| Feuerwehr |
| Gutshof mit vier Pferden, 120 Schweinen und 500 Hühnern (Verwertung von Abfall, Deckung des Milchbedarfs, Landbesitz 56 Hektar) |

### Die Anstalt während des Ersten Weltkriegs
Mit Beginn des Ersten Weltkriegs 1914 wurden alle Modernisierungsmaßnahmen in der Heilanstalt eingestellt. Die Anzahl des Personals verringerte sich durch Rekrutierung erheblich, eine Verwendung der Gebäude als Lazarett wurde seitens der pfälzischen Regierung geprüft und noch im gleichen Jahr genehmigt. Das Lazarett umfasste 60 Betten.
Während des Krieges nahm es insgesamt mindestens 700 Angehörige des Heeres auf, die dort meistens wegen körperlicher Verletzungen behandelt wurden. Da ein möglichst schneller Einsatz an der Front oberste Priorität hatte, gab es die Tendenz, insbesondere bei psychischen Erkrankungen, den jeweiligen Patienten die Simulation der Erkrankung vorzuwerfen und diese mit teilweise gewaltsamen Methoden zurück an die Front zu zwingen.
Aufgrund der geographischen Nähe zur Front und den damit verbundenen Preissteigerungen in der Region verschlechterte sich die Nahrungsmittelversorgung in der Anstalt in zunehmendem Maße: Bereits 1915 verknappten sich Grundnahrungsmittel wie Brot, Mehl und Kartoffeln deutlich. Als 1916 die komplette Nahrungsmittelverteilung staatlich organisiert wurde, stieg die Sterblichkeit in der Anstalt auf ein Maximum. Dieses sogenannte Patientensterben betraf jedoch nicht die Lazarettabteilung.

### Leben und Alltag in der Heil- und Pflegeanstalt
Analog zu den Verhältnissen der Anstalt im 19. Jahrhundert war der Alltag weiterhin durch einen streng vorgegebenen Tagesablauf bestimmt, welcher den Patienten Sicherheit und Routine vermitteln sollte. Daneben wurden zahlreiche neue Behandlungsmethoden eingeführt. Dazu zählten im nichtmedikamentösen Bereich die Bettbehandlung in Form von Ruhigstellung, die bei Bedarf zusätzlich mit Medikamenten unterstützt wurde, physikalische Therapien wie Dauerbäder, die Beschäftigungs- beziehungsweise Arbeitstherapie, die die Wiedereingliederung in die Gesellschaft erleichtern sollte, Gesprächstherapie, Hypnose und die Suggestion.
Medizinische Neuerungen wurden in der Regel recht schnell übernommen. So wurde im medikamentösen Bereich die Behandlung mit Schlaf- und Beruhigungsmitteln sowie mit Insulin  in Form der Insulinschocktherapie eingeführt. Ab 1922 wurde die Cardiazolkrampftherapie zur Behandlung von Schizophrenie sowie die Schlaf- und Fiebertherapie eingesetzt.
Neben medizinischen Neuerungen wurden ebenso neue Verpflegungsformen eingeführt. Dazu zählte beispielsweise der anstaltseigene Gutshof. Er bot Arbeitsplätze für 28 Patienten und versorgte die gesamte Einrichtung mit Lebensmitteln. Dies ermöglichte es, die bislang innerhalb der Anstalt untergebrachten Stallungen dorthin auszulagern, was den Bau neuer Werkstätten und Dienstwohnungen ermöglichte.  Eine weitere neue Verpflegungsform stellte die sogenannte Familienpflege dar. Letzteres stellte die zeitweise Pflege psychisch kranker Patienten der Heil- und Pflegeanstalt innerhalb fremder Familien dar. Sie wurde um 1900 eingeführt und blieb zunächst ohne Erfolg, da sich kaum Familien zur Aufnahme eines Kranken bereiterklärten. Hinzu kamen die Bedenken der Angehörigen der Patienten gegenüber dieser neuen Form der Verpflegung, sodass sie 1911 vorläufig abgeschafft wurde.
1926 wurde die Familienpflege unter der neuen Bezeichnung „Außenfürsorge“ wieder eingeführt. Sie war für beurlaubte und entlassene Patienten vorgesehen und sollte diesen die Wiedereingliederung in die Gesellschaft erleichtern. Um die beteiligten Familien besser zu unterstützen, wurde eine Beratungsstelle eröffnet, welche auch Hausbesuche organisierte. Dadurch sollte auch der Behandlungserfolg erfasst, sowie unter Umständen eine Wiedereinweisung veranlasst werden. Bis 1928 betreute die Fürsorgestelle 637 Patienten, beriet 836 Personen und führte 1932 Hausbesuche durch.

### Situation des Pflegepersonals
Mit den neuen Formen der Behandlung änderten sich auch die Arbeitsbedingungen des Pflegepersonals. Die Pfleger, die bisher die Bezeichnung „Wärter“ trugen, arbeiteten während des 19. Jahrhunderts unter schlechten Arbeitsbedingungen: Sie waren zu permanenter Präsenz in der Anstalt verpflichtet und sahen sich stark in eine patriarchalische Struktur mit dem Anstaltsleiter an der Spitze, eingebunden. Die Wärter wurden nicht ausgebildet. Sie wurden mäßig bezahlt und genossen ein geringes Ansehen in der Bevölkerung.
Diese Arbeitsbedingungen führten zu einem häufigen Wechsel der Belegschaft, sodass das bayerische Innenministerium 1901 die Dienstanweisung für die Wärter reformierte: Sie sah unter anderem die Änderung der Berufsbezeichnung in „Pfleger“, sowie eine bessere Bezahlung und soziale Absicherung vor. Des Weiteren wurde versucht, die Arbeitsbelastung durch ein günstigeres Verhältnis von Pflegern und Patienten zu verringern.
Da der Missbrauch von anstaltsinternen Ressourcen überhandnahm, verfügte das Ministerium für die Heil- und Pflegeanstalt Klingenmünster 1902 ergänzend ein Verbot jeder privaten Nutzung von Gütern oder Patientenarbeiten zu privaten Zwecken. Die Vorgaben des Ministeriums waren 1903 weitgehend umgesetzt. Nach wie vor waren die Pfleger jedoch in großem Maße an die Weisungen der Ärzte und des Direktors gebunden. Auch für eine Trennung von Arbeits- und Privatleben konnte die Reform nicht sorgen.

## Die Heil- und Pflegeanstalt im Nationalsozialismus: Die Jahre 1933–1945

### Die Anfänge der NS-Psychiatrie in Klingenmünster
Bereits in der zweiten Hälfte des 19. Jahrhunderts begannen sich Lehren der Entartung und Degeneration gesellschaftlich zu manifestieren. Diese Theorien, welche sich auch sozialdarwinistischer und evolutionstheoretischer Elemente bedienten, gewannen unter nationalsozialistischer Führung besondere Bedeutung. Unmittelbar nach der Machtergreifung begann die Propaganda gegen psychisch Kranke und Behinderte, die fortan als Ballastexistenzen dargestellt wurden.
Schon 1927 hatte sich in der Anstalt eine gut organisierte Zelle der NSDAP etabliert. Trotz vielseitiger Bemühungen des den Nationalsozialisten ablehnend gegenüberstehenden Anstaltsleiters Klüber konnte dieser die Machtzunahme der nationalsozialistischen Bewegung unter dem Anstaltspersonal nicht verhindern. Seine Bemühungen endeten 1935 in einem Anschlag gegen ihn, welchen er schwer verletzt überlebte. Aufgrund der Verletzungen konnte Klüber seinen Dienst nicht wieder antreten. Die Täter wurden zwar inhaftiert, jedoch nach kurzer Zeit wieder freigelassen.

### Alltag und Behandlungsmethoden zur Zeit des Nationalsozialismus
1936 übernahm Gottfried Edenhofer die Anstaltsleitung. Unter ihm änderten sich Alltag und Behandlung der Patienten maßgeblich. So wurden nach und nach sämtliche Freizeitveranstaltungen und Feste für die Patienten abgeschafft, ein Großteil der Bücher in der Patientenbibliothek wurde beschlagnahmt. Immer häufiger wurden Führungen in der Anstalt durchgeführt, welche mittlerweile als Demonstrationsstätte für Erb- und Geisteskrankheiten diente. Die Führungen sollten die vermeintlichen Gefahren der Fortpflanzung psychisch Kranker veranschaulichen.
Auch die Behandlungsmethoden änderten sich unter Edenhofers Leitung: So diente die Arbeitstherapie nicht mehr der Heilung der Patienten, sondern der Ausbeutung ihrer Arbeitskraft. Medikamentöse Behandlungen nahmen zu, wobei arbeitsfähige Patienten bei der Behandlung bevorzugt wurden. Nach Anbruch des Zweiten Weltkriegs wurden arbeitsfähige Kranke nicht mehr in Heil- oder Reichsanstalten deportiert, da ihre Arbeitskraft im Krieg benötigt wurde.

### Zwangssterilisationen
1933 wurde das Gesetz zur Verhütung erbkranken Nachwuchses verabschiedet, das die zwangsweise Unfruchtbarmachung von psychisch kranken Menschen legalisierte. Die Erfassung entsprechender Patienten erfolgte sowohl innerhalb der Anstalt, als auch außerhalb im Rahmen der Außenfürsorge. Dabei wurden auch Personen gemeldet, welche vorher keinen Kontakt mit der Anstalt hatten, beispielsweise Angehörige. Die Sterilisationsanträge wurden nachfolgend von sogenannten Erbgesundheitsgerichten genehmigt und von Krankenhäusern in der Region durchgeführt. Da als erbkrank klassifizierte Patienten die Anstalt nicht verlassen durften, ließen sich einige Patienten freiwillig sterilisieren, um so die Möglichkeit zum Ausgang oder gar zur Entlassung zu bekommen. Bis Kriegsende wurden 425 Patienten aus der Heil- und Pflegeanstalt sterilisiert.

### Die Evakuierung der Heil- und Pflegeanstalt und ihre Einbindung in den organisierten Krankenmord
1939 wurde die Heil- und Pflegeanstalt Klingenmünster ohne Rücksicht auf die Belange ihrer Patienten innerhalb eines Tages evakuiert, damit die Gebäude militärisch genutzt werden konnten. Die durch das Herausreißen aus der gewohnten Umgebung zum Teil schwer traumatisierten Patienten wurden unter chaotischen Umständen in 13 verschiedene bayerische Anstalten deportiert. Die Viehwagen, in welchen der Transport stattfand, erreichten teilweise erst nach Monaten ihr Ziel. Das zuständige Stationspersonal wurde ebenfalls in die entsprechenden Anstalten verlegt, ein kleiner Teil verblieb für Organisationsaufgaben in Klingenmünster.
Im selben Jahr wurde außerdem der organisierte Krankenmord unter dem Decknamen der sogenannten Aktion T4 beschlossen und umgesetzt. Von den 1251 deportierten Patienten wurden mindestens 223 in Tötungsanstalten verbracht und dort ermordet. Kriterien der Selektion waren neben der Erkrankung auch äußere Motive, wie beispielsweise der Pflegeaufwand eines Patienten oder die ethnische Herkunft. So hat kein jüdischer Patient die Evakuierungsphase überlebt. Ab 1943 deportierte man zudem sämtliche Zwangsarbeiter und Sicherungsverwahrte in Tötungsanstalten und Konzentrationslager, um Platz für physisch Kranke anderer Krankenhäuser zu schaffen.
Arbeitsfähige Kranke blieben meist von der Deportation in Tötungsanstalten verschont. Bereits 1940 wurden 114 Patienten zurück nach Klingenmünster verlegt, damit diese mit den Aufräumarbeiten beginnen konnten. Noch im selben Jahr wurde die Wiederinbetriebnahme der Anstalt diskutiert. Edenhofer, der Anstaltsleiter, machte daraufhin den Vorschlag, die Anstalt in eine Beobachtungsanstalt umzuwandeln. Die Bedeutung des Begriffs der Beobachtungsanstalt konnte bis heute nicht eindeutig geklärt werden. Der Antrag Edenhofers wurde abgelehnt, sodass die Anstalt als Heil- und Pflegeanstalt im September 1940 mit etwa 800 Patienten wieder in Betrieb ging.
Organisierte Ermordungen innerhalb der Aktion T4 wurden in Klingenmünster nach aktuellem Forschungsstand nicht vorgenommen. Die Anstaltsleitung zeigte sich jedoch vollumfänglich über die organisierte Tötung von Patienten informiert. Versuche zur Rettung von Patienten, zum Beispiel durch Verweigerung der Auslieferung, wurden nicht unternommen. Die Klinik beteiligte sich in Form von Meldebögen an allen Maßnahmen zur Erfassung der zu tötenden Patienten.

### Wilde Euthanasie: Der Bayerische Hungererlass und die Aktion Brandt

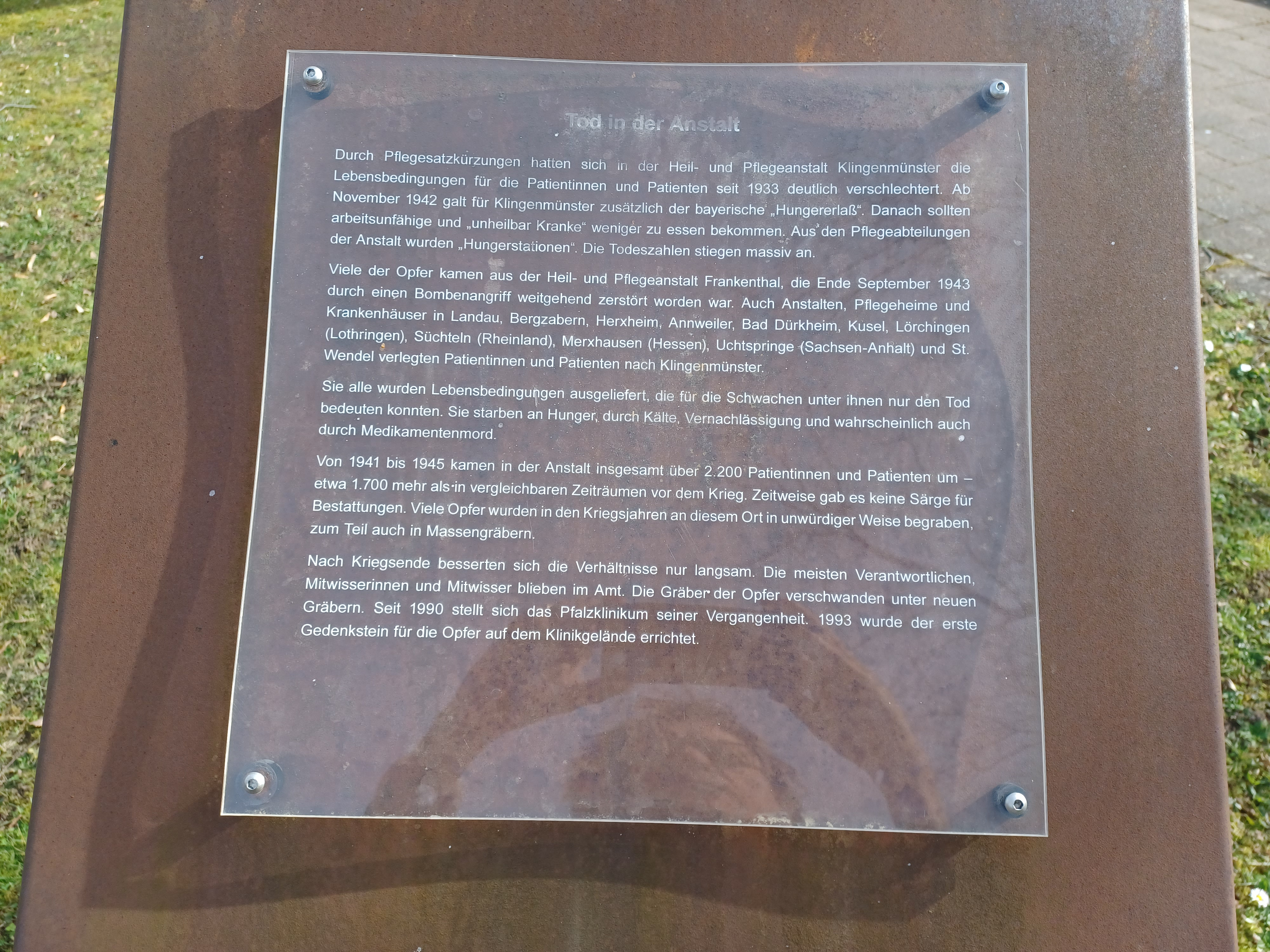
Gedenktafel

Als Wilde Euthanasie werden Krankenmorde ab 1941 bezeichnet. Diese waren im Gegensatz zur Aktion T4 nicht zentral organisiert und fanden in den einzelnen Heil- und Pflegeanstalten statt. Die Opfer wurden durch die überdosierte Gabe von Medikamenten, Entzug von Nahrung oder einer Kombination aus beidem ermordet. Die Tötungen erfolgten aus niederen Beweggründen. Die Aufdeckung der Morde in diesem Zeitraum gestaltet sich schwierig, da die wilde Euthanasie verdeckt ausgeführt wurde. Im Bezug auf die Heil- und Pflegeanstalt Klingenmünster werden die Ermittlungen außerdem durch die Vernichtung sämtlicher Wirtschafts- und Haushaltsakten in den Jahren 1947 und 1948 seitens der damaligen Anstaltsleitung erschwert. In den entsprechenden Patientenakten finden sich fingierte Todesursachen und Schwärzungen.
Für eine Durchführung von Euthanasiemaßnahmen in Klingenmünster sprechen neben der lückenhaften und manipulierten Aktenführung eine überdurchschnittliche Sterberate (welche sich jedoch teilweise mit einer Hungersnot deckt), eine Absenkung des durchschnittlichen Sterbealters um 10 Jahre (um 35 Jahre bei stationären Patienten), der plötzliche Tod körperlich gesunder Patienten, das Nichtvorkommen von Langzeitpatienten sowie das Betreiben von zwei Hungerstationen.
Die Morde der Wilden Euthanasie fanden vor dem Hintergrund des sogenannten Hungererlasses und der Aktion Brandt statt. Der Bayerische Hungererlass wurde 1942 beschlossen und schrieb vor, nicht mehr arbeitsfähige Kranke nur noch nachrangig mit Nahrungsmitteln zu versorgen. Dies hatte für die Heil- und Pflegeanstalt bedeutende Konsequenzen. So wies sie unter Einführung der Entzugskost die höchste Sterberate aller bayerischen Anstalten auf. Bis 1945 starben in Klingenmünster geschätzt 1880 Patienten, welche auf dem Klinikfriedhof und in Massengräbern begraben wurden.
Neben dem Hungererlass begünstigten auch die massiven Kapazitätsprobleme durch die immensen Patientenverlegungen innerhalb der Aktion Brandt die Patiententötungen. Im Zusammenhang mit dem Hungererlass werden seine Manipulation durch das Personal genauso diskutiert wie eine Bereicherung des Personals an den Nahrungsmittelvorräten der Anstalt. Obwohl die Durchführung des Hungererlasses maßgeblich von der Mitwirkung der Ärzte und des Pflegepersonals abhängig war, kam es bis heute zu keiner Verurteilung. Eine Beteiligung an der Durchführung oder an der Manipulation des Hungererlasses konnte bisher einzelnen Personen nicht nachgewiesen werden.

### Kriegsende
Mit der Einnahme Klingenmünsters durch die United States Army 1945 endete in der Region der Zweite Weltkrieg. Mittlerweile hatte Heinrich Schmidt die Leitung der Anstalt übernommen. Er organisierte Hamsterfahrten und bat Hilfsorganisationen um Lebensmittel. Schmidt gelang es, auch nach der Entnazifizierung weiterhin als Anstaltsleiter beschäftigt zu werden. Er nutzte seine Position zur Vernichtung und Manipulation von Haushalts-, Wirtschafts- und Patientenakten während der Zeit des Dritten Reichs. Aufgrund von Personalmangel mussten viele der während der Entnazifizierung entlassenen Mitarbeiter wieder eingestellt werden.

### Aufarbeitung der Zeit des Nationalsozialismus
1953 wurde die Heil- und Pflegeanstalt in „Pfälzische Nervenklinik Landeck“ umbenannt. Neuer Leiter wurde Gerhart Mall. Dieser, der seinen eigenen Bruder der NS-Euthanasie zuführte, vertrat gegenüber der Öffentlichkeit die Meinung, die Heil- und Pflegeanstalt sei von den Tötungsaktionen der NS-Psychiatrie nicht betroffen gewesen. Des Weiteren behauptete er, der Hungererlass sei von den Mitarbeitern systematisch umgangen worden. Anfragen von Angehörigen der Opfer des Nationalsozialismus wurden wider besseres Wissen, mit der Aussage, keine Kenntnis darüber zu besitzen, was mit den Patienten geschehen sei, beantwortet.
Ab 1987 stellte die Fraktion der Grünen mehrfach Anfragen hinsichtlich der Vergangenheit der damaligen „Pfalzklinik Landeck“. 1988 teilte der Bezirksverband Pfalz zunächst mit, es hätte keine operativen Eingriffe zur Zwangssterilisation in Klingenmünster gegeben. 1989 wurde schließlich das Institut für pfälzische Geschichte und Volkskunde mit der Untersuchung der NS-Vergangenheit der Klinik beauftragt. Aufgrund der ungeordneten Archive gestalteten sich die Forschungen zunächst schwierig. Auch die Forscher selbst wurden mit massiven Widerständen bis hin zu Morddrohungen, Sachbeschädigung und Diebstählen konfrontiert.
1990 teilte das Institut mit, es sei seit 1945 kein Mitarbeiter der Klinik wegen Verbrechen aus der Zeit des Nationalsozialismus verurteilt worden. Es sei jedoch anzunehmen, dass während der Evakuierung der Anstalt 150 Patienten getötet wurden. 1992 wurde ergänzend mitgeteilt, es läge kein Verdacht auf schuldhaftes Verhalten seitens des Personals vor. Diese Erkenntnis wurde von der damaligen Presse scharf kritisiert, sodass noch 1993 seitens der Bezirksregierung Pfalz eine tiefgreifende wissenschaftliche Aufarbeitung angekündigt wurde, da man nun auf Quellen gestoßen sei, die den Verdacht aufkommen ließen, die Heil- und Pflegeanstalt sei in größerem Umfang in die damaligen Praktiken der Euthanasie eingebunden gewesen. Seitens der Presse wurde ebenfalls der Verdacht der schweren körperlichen Misshandlung von Patienten sowie des Mordes durch Gabe von überdosierten Schlaftabletten geäußert. Im Juni 1993 wurden seitens der zuständigen Staatsanwaltschaft Ermittlungen wegen Völkermordes gegen Unbekannt aufgenommen.

## Pfälzische Nervenklinik Landeck: Die Jahre 1945–1970
Nach dem Tod Heinrich Schmidts übernahm Gerhard Mall die Leitung der Anstalt. Unter ihm begann eine Umgestaltung der Heil- und Pflegeanstalt in eine klinisch-therapeutische Einrichtung. 1953 wurde die Einrichtung in „Pfälzische Nervenklinik Landeck“ umbenannt. Als Namensgeber fungierte hierbei die nahe Burg Landeck.

### Situation und Ausbildung des Pflegepersonals
Das Pflegepersonal litt während 1950er Jahren unter Überalterung. Da immer mehr Personal aus dem Dienst ausschied, entwickelte sich ein Mangel an Pflegekräften. Zeitgleich begann eine Debatte um Arbeitsbelastung und Anzahl der Pfleger.
Da das Personal zudem wenig qualifiziert war, wurde bereits 1949 ein dreijähriger interner Lehrgang, der zur Tätigkeit als „Hilfspfleger“ befähigen sollte, eingeführt. Die ersten Kurse wurden, insbesondere vom älteren Pflegepersonal, kritisch gesehen und größtenteils abgelehnt. Aufgrund der hohen Anforderungen an die Belastbarkeit der Bewerber fand das Berufsbild des Pflegers auch bei externen Bewerbern wenig Interesse. Um dieser Entwicklung entgegenzutreten, wurden seitens der Klinik verschiedene Maßnahmen, wie zum Beispiel eine Übernahmegarantie und höhere Urlaubsansprüche getroffen. 1954 wurde die Krankenpflegeschule eröffnet und noch im gleichen Jahr offiziell von der Bezirksregierung anerkannt. Bis in die 1960er Jahre wurden die Rahmenbedingungen der Pfleger fortlaufend verbessert. So durften Frauen aufgrund einer Heirat nicht mehr gekündigt werden. Verheiratete Frauen wurden eingestellt, Bewerber konnten sich nun bis zum 40. Lebensjahr einstellen lassen.

### Modernisierung der Behandlung
Die Umgestaltung der Nervenklinik Landeck beinhaltete auch Modernisierungen im medizinischen Bereich. Unter Mall erfuhr die neurologische Abteilung eine Aufwertung durch diverse technische Neuerungen, wie beispielsweise Röntgengeräte. Es wurden ferner mehrere Stoffwechsellaboratorien, sowie ein elektroenzephalographisches Labor eingerichtet. Mall brachte außerdem eigene Methoden in die Diagnostik mit ein. 1963 wurde ein endokrinologisches Labor eröffnet.
Die Weiterentwicklung der Hormonforschung geschah unter hohem Kostenaufwand. Die Endokrinologin Ursula Laschet, welche zu dieser Zeit Angestellte der Klinik war, beteiligte sich maßgeblich an der Erforschung des Medikaments Androcur, welches bundesweit ein großes Medienecho hervorrief und die Klinik zu einem bedeutenden Zentrum für forensische Psychiatrie machte.
Mit dem Dienstantritt Malls wurde auch die Arbeitstherapie ausgebaut. Die aus ihr hervorgehenden Güter dienten nun nicht mehr dazu die Bedürfnisse der Anstalt zu decken, sondern waren für den externen Absatz bestimmt. Die Arbeitstherapie geriet mit der Einführung der Psychopharmaka jedoch schnell in eine Konfliktsituation, da durch eine effektive medikamentöse Behandlung die Patienten nur noch kurz in der Anstalt verblieben und somit nicht mehr als Arbeitende in Frage kamen. Neben dem Ausbau der medikamentösen Therapie und der Neuordnung der Arbeitstherapie, war der Aufbau der Kinder- und Jugendpsychiatrie eine weitere wichtige Neuerung.

### Überfüllung der Anstalt
1958 hatte die Nervenklinik mit über 300 Patienten ihre Kapazitätsgrenze überschritten. Als Reaktion auf die Überbelegung folgte der Bau neuer Werkstätten und eines neuen Pflegerinnenwohnheims. Die Arztquote und der Medikamenteneinsatz wurden erhöht, um die Verweildauer der Patienten so gering wie möglich zu halten. Zusätzlich plante man die Einrichtung von Ambulanzen, um unnötige stationäre Aufenthalte zu vermeiden. 1960 wurde eine zentrale Aufnahme- und Ambulanzstation, sowie eine Epilepsie-Ambulanz eröffnet. Auch die Außenfürsorge, welche bereits 1948 reaktiviert wurde, gewann wieder an Bedeutung. Sie konzentrierte sich nun auf die Betreuung ehemaliger Patienten, die nun in Altersheime verlegt wurden. Ziel war die Verhinderung einer erneuten Aufnahme in die Nervenklinik.

## Entwicklungen im Rahmen der Psychiatriereform: Die 1970er Jahre

### Erste Neuerungen
Im Zuge der Psychiatriereform konzentrierte man sich zunächst auf die Akutbehandlung der Patienten. Reine Pflegefälle wurden in hierfür spezialisierte Einrichtungen verlegt. Das Personal wurde durch die Auslagerung von nichtpflegerischen Tätigkeiten entlastet.
Man bemühte sich außerdem um ein angemesseneres Umfeld für die Behandlung. So ließ der ab 1969 amtierende Klinikleiter Kurt Heinrich sämtliche Gitterstäbe an den Fenstern entfernen. Viele Stationen durften nun gemischtgeschlechtlich belegt werden. Künstlerische Ausstellungen wurden in den folgenden Jahren mehrfach gezeigt. Die Arbeitstherapie diente fortan dem eigenen Verdienst der Patienten.

### Orientierung an den Bedürfnissen der Patienten
Auch Hans-Joachim Haase, der 1972 die Klinikleitung übernahm, stellte die Bedürfnisse der Patienten in den Mittelpunkt. So veranlasste er den Kauf von Schränken für jeden Patienten, um mehr Privatsphäre zu gewährleisten, obwohl andere infrastrukturelle Neuerungen dringend anstanden. Um den Patienten mehr Möglichkeiten zur Freizeitgestaltung zu geben, wurden diverse Spiele eingekauft, der Tennisplatz sowie das klinikeigene Freibad wurden für die Nutzung durch Patienten freigegeben. 1973 wurden eine Cafeteria und ein Supermarkt auf dem Klinikgelände eröffnet.
Im Rahmen der sogenannten „therapeutischen Gemeinschaft“ sollte Patienten fortan die Möglichkeit gegeben werden, als Akteure und aktive Gestalter des Klinikalltags mitzuwirken. In wöchentlichen Stationsgruppengesprächen durften die Patienten Verbesserungsvorschläge einbringen und Feedback geben. Diese Versuche, die strengen hierarchischen Bedingungen der Klinik aufzubrechen, wurden 1973 durch die Einführung eines Patenschaftprogramms ergänzt. Dabei durften sich freiwillige Paten Patienten aussuchen, mit welchen sie gemeinsam Teile der Freizeit gestalteten. Ziel der Patenschaften war der Abbau von Vorurteilen seitens der Bevölkerung und die Erleichterung der Wiedereingliederung der Patienten in die Gesellschaft. Bemängelt wurde allerdings, dass die Patienten bei der Auswahl komplett dem Wohlwollen der Paten ausgeliefert waren. Seitens der Paten wurde kritisiert, dass diese zu wenig über die Krankheit der entsprechenden Patienten erfuhren und teilweise Kontakte durch unangekündigte Verlegungen verloren gingen.
1975 wurden die Patenschaften durch die sogenannte „Laienhilfe“ ergänzt. Unter Laienhilfe verstand man die Einbindung von Laien in den Betrieb der Akutbehandlung. Dabei wurden besonders Patienten berücksichtigt, welche kurz vor der Entlassung standen und keine Angehörigen hatten. Die Zuweisung von Patient und Laienhelfer vollzog sich nun anonym. Mithilfe von Fragebögen wurden Patienten und Helfer mit gleichen Interessen und Geschlecht herausgesucht und einander zugewiesen. Wie auch bei den Patenschaften sollte die gemeinsame Freizeitgestaltung im Vordergrund stehen. Um die Laienhelfer zu unterstützen, wurden Ausbildungsveranstaltungen angeboten, in welchen die Helfer beispielsweise über die Krankheiten der Patienten aufgeklärt wurden.
Zur Versorgung der Patienten nach der Entlassung wurden Patientenclubs gegründet, in denen sich Bürger und ehemalige Patienten zusammenschließen konnten, um gemeinsam die Freizeit zu verbringen. Um weitere rehabilitative Maßnahmen zu koordinieren, wurde 1973 der Landecker Hilfsverein für psychisch Kranke gegründet. Die Klinik förderte diese neuen Maßnahmen, indem sie ihren Patienten durch die Anschaffung von Bussen den Besuch von Patientenclubtreffen und anderen Freizeitveranstaltungen ermöglichte. Es wurden außerdem ab 1974 regelmäßig Sommerfeste veranstaltet, welche von der Bevölkerung besucht werden konnten. 1978 begann man auf dem Klinikgelände mit dem Bau des bis in die Gegenwart bestehenden Behandlungs-, Versorgungs- und Kommunikationszentrums.

### Umbrüche in der Behandlung
Die Verabschiedung des Krankenhausreformgesetzes 1973 stellte die mittlerweile erneut umbenannte „Pfalzklinik Landeck“ vor erneute Herausforderungen. So wurde die Klinik personell durch die Einstellung diverser neuer Berufsgruppen wie Psychologen, Pädagogen und dergleichen erweitert, was anfangs mit inhaltlichen Meinungsverschiedenheiten zwischen den Gruppen einherging. Es wurden außerdem eine Abteilung für Abhängigkeitserkrankungen und eine gerontopsychiatrische Station eröffnet. Die weitere Ausdifferenzierung in Stationen und die Erweiterung der Klinik durch verschiedenste Einrichtungen kennzeichnen die Entwicklung bis über die Jahrtausendwende hinweg.